# Botschaft Sri Lankas in Berlin

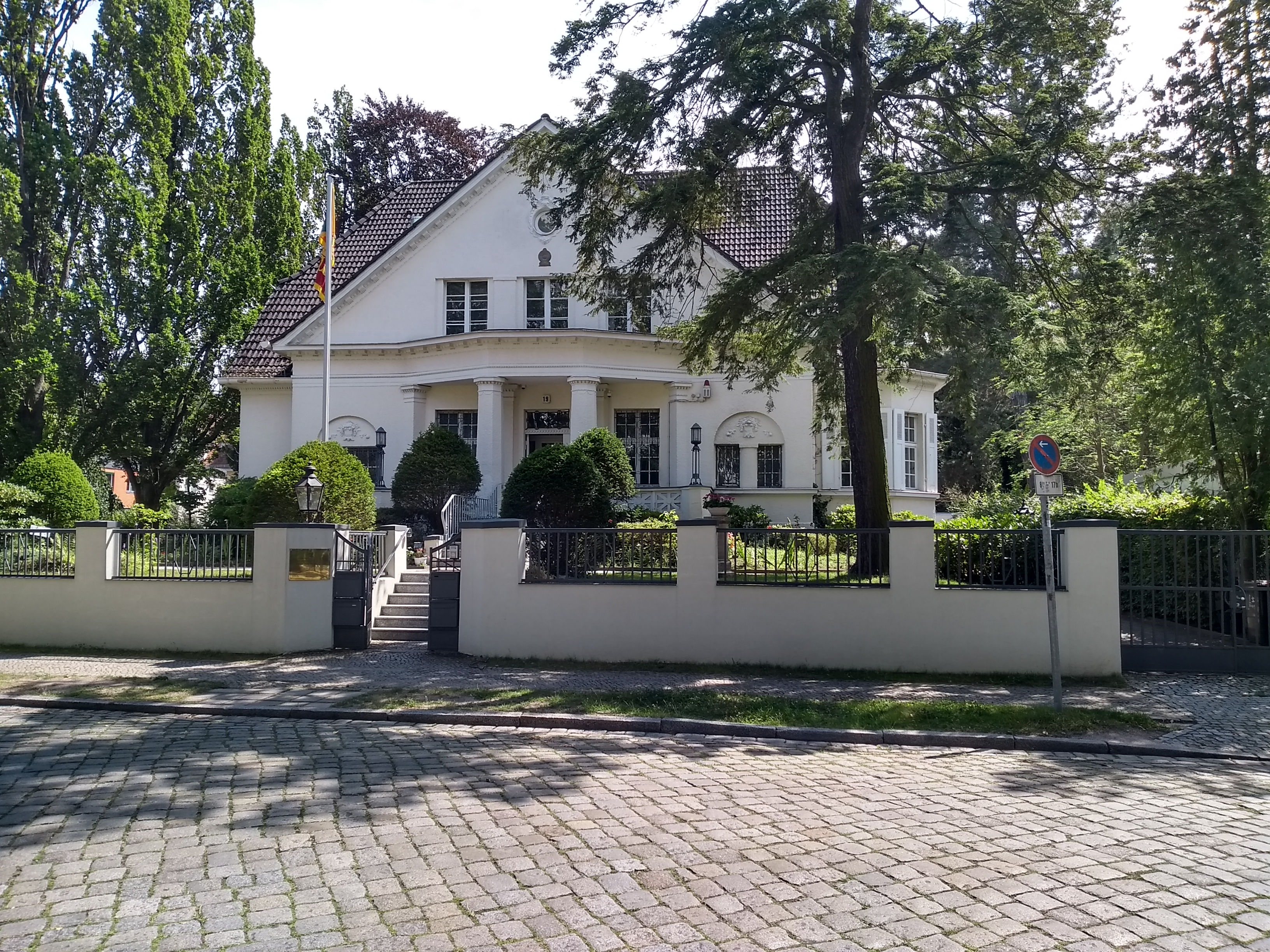
Botschaft Niklasstraße 19

Die Botschaft Sri Lankas in Berlin ist die diplomatische Vertretung der Demokratischen Sozialistischen Republik Sri Lanka in der Bundesrepublik Deutschland mit Sitz in der Niklasstraße 19 im Ortsteil Schlachtensee des Bezirks Steglitz-Zehlendorf.
Botschafterin ist seit dem 8. Februar 2023 Lanka Varuni Muthukumarana.
Sri Lanka unterhält ein Honorargeneralkonsulat in Hamburg sowie Honorarkonsulate in Bremen, Eschborn, Kaarst, Langenhagen,  Radolfzell und München.

## Geschichte der diplomatischen Beziehungen

### Bundesrepublik
Am 9. Dezember 1953 nahmen Ceylon (seit 1972 Sri Lanka) und die Bundesrepublik Deutschland diplomatische Beziehungen auf. Die Botschaft Sri Lankas hatte ihren Sitz zuletzt in der Rolandstraße 52 in Bonn.

### DDR
Ceylon und die DDR schlossen 1961 ein Handelsabkommen ab, das die Errichtung einer Handelsvertretung in Colombo vorsah. Sie wurde 1964 in ein Generalkonsulat umgewandelt.
Am 16. Juni 1970 nahmen Ceylon (heute Sri Lanka) und die DDR volle diplomatische Beziehungen auf. Der Botschafter Sri Lankas in Moskau war in der DDR zweitakkreditiert.

### Nach 1990
Anfang der 1990er Jahre zog die Botschaft Sri Lankas zunächst in das Zentrum von Bonn (Noeggerathstraße 15). Daraus wurde im Jahr 2000 ein Generalkonsulat, das hier bis 2007 präsent war.
Nach dem Umzug von Bundestag und Regierung nach Berlin verlegte auch die Botschaft Sri Lankas ihren Sitz in die neue deutsche Hauptstadt (Niklasstraße 19 in Berlin-Schlachtensee).

## Botschafter
- 2011, 2. September: Upali Sarrath Kongahage[8]
- 2014, 2. September: Karunatilaka Amunugama[9]
- 2017; 20. September: Karunasena Hettiarachchi[10]
- 2020, 20. August: Manori Premila Unambuwe[11]
- 2023, 8. Februar: Lanka Varuni Muthukumarana[12]

## Aufgaben der Botschaft (Auswahl)
Die Botschaft Sri Lankas beschäftigt sieben leitende Mitarbeiter und weitere nicht genauer spezifizierte Leiter und Mitarbeiter von Unterabteilungen.
Sie engagiert sich für die Förderung der Zusammenarbeit beider Länder in strategischen, politischen und wirtschaftlichen Fragen, sie bahnt Kontakte auf allen Ebenen an und begleitet Delegationen Sri Lankas zu Gesprächen und Besichtigungen.
Für die in Deutschland lebenden Bürger Sri Lankas ist das Botschaftsteam Ansprechpartner und Helfer bei persönlichen Angelegenheiten. Zudem vergibt es Visa für deutsche Bürger, die Sri Lanka besuchen möchten.

## Gebäude
Das Gebäude in der Niklasstraße 19 in Berlin-Schlachtensee steht auf einem etwa 1700 Quadratmeter großen Grundstück, dessen Straßenseiten von einer halbhohen stabilen Mauer mit dazwischen angeordneten Metallstaketen begrenzt werden. Es ist eine größere Stadtvilla, zweietagig und mit einem Krüppelwalmdach versehen, die Anfang des 20. Jahrhunderts im Stil des Neoklassizismus mit Elementen des Jugendstils errichtet wurde. Der Architekt ist nicht überliefert.
Die Fassaden sind mit weißem Putz versehen, Fenster und Türen zeigen abgerundete Ecken, sehr schmale Fenster sind auch als Bogenfenster ausgeführt. Das ausgebaute Dachgeschoss hat ein kleines Rundfenster (Okulus) mit dezentem Relief darüber. Das Hauptportal zur Niklasstraße hat die Form eines Portikus, der auf zwei sechseckigen Säulen ruht und nach oben hin in einen breiten Balkon übergeht.
Über den beiden Fenstern neben dem Haupteingang hat der Architekt ein Tympanon gestaltet. In der Gilgestraße befindet sich ein weiterer Eingang, der weniger aufwändig gestaltet ist und wohl von den Mitarbeitern und zu Wirtschaftszwecken genutzt wird.
Auf der Gartenseite steht ein kleiner weiß lackierter sechseckiger verglaster Holzpavillon.
Die Villa war seit Mitte der 1910er Jahre das Wohnhaus des Regierungsbeamten H. Dürselen. Im Jahr 1930 gehörte es dem Fabrikbesitzer R. Schulz. Zwischen 1935 und 1947 trug die Straße die Bezeichnung Chamberlainstraße, erhielt aber dann ihren früheren Namen zurück. Der Fabrikbesitzer Schulz blieb bis zum Ende des Zweiten Weltkriegs Eigentümer des Hauses.
Das Berliner Telefonbuch von 1953 weist die Friedensauer Schwesternschaft als Betreiber des Hauses Niklasstraße 19 aus.